# Alex Bogdanovic
Aleksa „Alex“ Bogdanovic (* 22. Mai 1984 in Belgrad, SR Serbien, Jugoslawien) ist ein ehemaliger britischer Tennisspieler.

## Karriere
Der 1,83 m große und 74 kg schwere Linkshänder lebt als gebürtiger Serbe in London und hat auch die britische Staatsangehörigkeit. Er begann seine Karriere als Profi-Tennisspieler 2002 und hat eine Bilanz von 11 Siegen zu 36 Niederlagen.
Seine bislang beste Platzierung in der Tennis-Weltrangliste erreichte er im Juni 2007 als 108.
Zwischen 2003 und 2008 absolvierte er sieben Begegnungen für die britische Davis-Cup-Mannschaft.
2013 spielte er das letzte Mal Profiturniere.

## Erfolge
| Legende (Anzahl der Siege)                       |
| Grand Slam                                       |
| Tennis Masters Cup ATP World Tour Finals         |
| ATP Masters Series ATP World Tour Masters 1000   |
| ATP International Series Gold ATP World Tour 500 |
| ATP International Series ATP World Tour 250      |
| ATP Challenger Tour (9)                          |

### Einzel

#### Turniersiege
| Nr. | Datum             | Turnier       | Belag         | Finalgegner     | Ergebnis         |
| --- | ----------------- | ------------- | ------------- | --------------- | ---------------- |
| 1.  | 18. Juli 2004     | Manchester    | Rasen         | Michal Mertiňák | 6:1, 6:3         |
| 2.  | 10. Juli 2005     | Nottingham    | Rasen (i)     | Mark Hilton     | 6:3, 7:5         |
| 3.  | 27. November 2005 | Sunderland    | Hartplatz (i) | Danai Udomchoke | 7:64, 7:5        |
| 4.  | 29. Januar 2006   | Wrexham       | Hartplatz (i) | Stéphane Robert | 6:3, 6:2         |
| 5.  | 12. Februar 2006  | Bergamo       | Hartplatz (i) | Simone Bolelli  | 6:1, 3:0 aufgg.  |
| 6.  | 25. November 2006 | Shrewsbury    | Hartplatz (i) | Mischa Zverev   | 4:6, 6:4, 6:4    |
| 7.  | 15. April 2007    | Santa Clarita | Hartplatz     | Zack Fleishman  | 6:4, 6:74, 6:3   |
| 8.  | 14. Juli 2008     | Granby        | Hartplatz     | Danai Udomchoke | 7:614, 3:6, 7:66 |
| 9.  | 18. Oktober 2009  | Kolding       | Hartplatz (i) | Ivan Dodig      | 3:6, 7:67 aufgg. |